# Luleč
Luleč är en ort i Tjeckien.   Den ligger i regionen Södra Mähren, i den östra delen av landet, 200 km sydost om huvudstaden Prag. Luleč ligger 306 meter över havet och antalet invånare är 685.
Terrängen runt Luleč är platt åt sydost, men åt nordväst är den kuperad.Runt Luleč är det ganska tätbefolkat, med 72 invånare per kvadratkilometer. Närmaste större samhälle är Vyškov, 6,3 km nordost om Luleč. I omgivningarna runt Luleč växer i huvudsak blandskog.